# James Norman Hall
James Norman Hall (22. april 1887- 5. juli 1961) var en amerikansk forfatter og er mest kendt for Bounty-trilogien, tre historiske romaner som han skrev sammen med Charles Nordhoff: Mutiny on the Bounty (Dansk: Mytteriet på Bounty) (1932), Men Against the Sea (Dansk: Kamp mod havet) (1934) og Pictairn's Island (Dansk: Pictairn-øen) (1934). Under Første Verdenskrig tjente Hall i både det britiske, franske og amerikanske militær hvor han blev tildelt tre hæderspriser. Efter krigen brugte Hall meget af sit liv på Tahiti hvor han og Nordhoff skrev adskillige bøger, hvoraf mange er blevet adapteret til film.

## Biografi
Hall blev født i Collfax, Iowa, hvor han gik på de lokale skoler. Hans tidligere bopæl er listet i National Register of Historic Places. Hall dimitterede fra Grinell Collegei 1910, hvorefter han arbejdede som socialrådgiver i Boston mens han prøvede at etablere sig selv som forfatter og læste en kandidatgrad ved Harvard Universitet.
Hall var på ferie i England i 1914, da den Første Verdenskrig startede. Han forgav sig for at være canadier og skrev sig op til den britiske hær. Da hans rigtige identitet blev opdaget blev han afskediget og rejste tilbage til USA. Halls første bog Kitchener's Mob (1916) genfortæller hans oplevelser under krigen. Bogen solgte relativt godt i USA, og efter dens udgivelse og en tour til at promovere bogen, kom Hall tilbage til Europa i 1916 i forbindelse med en opgave sammen med magasinet Atlantic Monthly. Han skulle have skrevet en serie af artikler omkring den gruppe af amerikanske frivillige der tjente i Lafayette eskadronnen, men efter at have brugt tid sammen de amerikanske piloter, blev Hall opslugt af eventyret og skrev sig op i det franske luftvåben Armée de l'air. På dette tidspunkt var det originale eskadron blevet større og omdøbt til Lafayette Flying Corps der trænede amerikanske frivillige til at tjene de franske eskadriller.
I sin tid i det franske luftvåben, blev Hall givet det Croix de Guerre med fem palmer og Méddaille Militaire. Da USA trådte ind i krigen i 1917 blev Hall gjort til kaptajn i det amerikanske luftvåben i Army Air Service. Der mødte han en anden amerikansk pilot, Charles Nordhoff. Efter at være blevet skudt ned bag fjendtlige grænser den 7. maj 1918, brugte Hall krigens sidste måneder som en tysk krigsfange. Efter han blev sat fri blev han tildelt den franske Légion d'honneur og det amerikanske Distinguished Service Cross.
Efter krigen brugte Hall meget af sit liv på øen Tahiti, hvor han sammen med Nordhoff, der også var flyttet dertil, skrev et stort antal af succesfulde bøger - her i blandt Bounty trilogien. Flere af hans bøger er blevet filmatiseret foruden Bounty, her i blandt The Hurricane (1937) hvori hans nevø Jon Hall havde en rolle; Passage to Marseille (1944) med Humphrey Bogart; og Botany Bay (1953), med Alan Ladd.
I 1940 udgav Hall en digtsamling med titlen Oh Millersville!. Den blev udgivet under pseudonymet Fern Gravel og digtene var skrevet med stemmen af en pige på omkring de 10 år. Bogen blev modtaget med god kritik og fupnummeret blev ikke afsløret før 1946, da Hall udgav en artikel med titlen: "Fern Gravel: A Hoax and a Confession" i Atlantic Monthly. Han skrev der at han havde været inspireret af en drøm hvor han så sig selv i sin barndom, med en gruppe venner, hvor i blandt der var en pige kaldet Fern der ville have sine digte nedskrevet. Da han vågnede skrev hall digtenene ned. Digtene er skrevet med simpelt ordbrug, men er gode detaljerede observationer om at leve i en lille by.
Hall blev gift i 1952 med Sarah (Lala) Winchester, der var del-polynesisk. De fik to børn: Den Academy Award vindene cinematograf Conrad Hall (1926-2003) og Nancy Hall-Rutgers (1930). Hall døde i 1951 i Tahiti og er begravet ved det hus han og Lala levede i i mange år. Hans grav bærer linjen af et vers han skrev i Iowa i en alder af 11: "Look to the Northward stranger / Just over the hillside here / Have you ever in your travls seen / A land more passing fair?"
Halls dokumenter, der også inkluderer manuskripter og korrespondancer fra krigstiden, er opbevaret i Grinnel College Special Collections and Archives. Tahitis regering har restaureret Halls hjem i Arue, Fransk Polynesien, der nu er et historisk museum der inkluderer Halls bibliotek og personlige ejendele lånt fra Hall familien.

## Udvalgte værker

### Bountytrilogien med Charles Nordhoff
- Mutiny on the Bounty (1932)
- Men Against the Sea  (1934)
- Pictarin's Island (1934)
- The Bounty Trilogy (Illustreret af N. C. Wyeth (1940)

### Andre værker
- Kitchener's Mob: The adventures of an American in the British Army (1916)
- High Adventure: A Narrative of Air Fighting in France (1918)

1. ↑   One of a kind: Tahiti; Maison James Norman Hall Peter Benchley, New York Times, 2. maj 2004, sidst hentet d. 24. april, 2019.
2. ↑   James Norman Hall Papers, 1906-1954 | Grinnell College Libraries Special Collections libwell.grinnell.edu. Arkiveret fra originalen d. 8. marts 2017. Sidst hentet d. 24. april 2019.